# Жансак, Клод
Клод Жанна Малька Жанзак (фр. Claude Jeanne Malca Gensac; 1 марта 1927, Аси-ан-Мюльтьян, Уаза, Франция — 27 декабря 2016, Париж, Франция) — французская комедийная актриса. Органичная партнёрша Луи де Фюнеса во многих фильмах.

## Биография
Французская комедийная актриса. Полное имя — Клод Жанна Малька Жанзак.
Окончила драматическое отделение Парижской консерватории. Впервые на подмостки Клод вышла в спектакле «Без церемоний». Партнёром по сцене был Луи де Фюнес. Её дебютной киноработой стала роль горничной Эвелин в картине режиссёра Саша Гитри «Жизнь порядочного человека» (1952). В 1966 году сыграла в фильме Жана Деланнуа «Итальянская любовница / Султаны». С 1952 года — актриса парижских театров.
В 1952 году произошло знакомство Клод Жанзак с Луи де Фюнесом, который сказал актрисе: «Я хочу, чтобы вы играли во всех моих фильмах. Вы приносите мне успех». Впоследствии она сыграла вместе с великим французским комиком в десяти комедиях, в которых преимущественно исполняла роли жён его персонажей; среди наиболее известных её героинь — Изабель Боскье в «Больших каникулах» (1967, реж. Жан Жиро), Жермен Барнье в «Оскаре» (1967, реж. Эдуар Молинаро), Эдме в «Замороженном» (1969, реж. Эдуар Молинаро), Маргарита в «Крылышке или ножке» (1976, реж. Клод Зиди), Фрозина в экранизации пьесы Мольера «Скупой» (1979, реж. Луи де Фюнес и Жан Жиро), Жозефа в серии фильмов Жана Жиро о жандарме Крюшо («Жандарм женится», 1968, и др.). В 1974 актриса исполнила главную роль в «Безумной из Шайон». В 1984 состоялся творческий тандем с Робертом Мануэлем в «Двух девственницах». Тогда же актриса играла в проекте Le Dindon. В карьере Жанзак важное место занимали два парижских театра: с 1975 года она служила в Театре Эдуарда VII, а с 1977-го — в театре «Мариньи» (Marigny). Дебютировала в кино и на телевидении в драматических ролях.
Активно снималась в телесериалах — так, она создала образы тёти Клариссы в «Под солнцем Сен-Тропе» (1996—2008), Гренель в мыльной опере «Марк и Софи» (1987); в театре с огромным успехом играла комедийные роли пожилых дам.
В 2001 году исполнила роль Мами Муссон в комедии Габриэля Агиона «Распутницы» с участием Жозиан Баласко и Натали Бай.
Ещё в студенческие годы Клод Жанзак познакомилась с Пьером Монди. В 1952 он стал её супругом. Расстались они спустя пару лет. С 1958 личной жизнью Клод стал Анри Шмен. Предприниматель и актёр работал в фордовской автомобильной компании. В семье появился сын Фредерик, который стал музыкантом и композитором; у него двое детей. Актёрская чета рассталась в 1977 году. В 1989 Клод Жанзак переехала в Нормандию, где и оставалась до конца дней. В 2005 вышла её автобиографическая книга с названием «Мои ме... это легче сказать!». Скончалась актриса в 2016 году, 27 декабря.

## Избранная фильмография
| Год  |   | Русское название                    | Оригинальное название               | Роль                     |
| ---- | - | ----------------------------------- | ----------------------------------- | ------------------------ |
| 1952 | ф | Жизнь порядочного человека          | La Vie d’un honnête homme           | Эвелин, горничная        |
| 1964 | ф | Как выйти замуж за премьер-министра | Comment épouser un premier ministre |                          |
| 1965 | ф | Дневник женщины в белом             | Le Journal d'une femme en blanc     |                          |
| 1966 | ф | Султаны                             | Les Sultans                         |                          |
| 1966 | ф | Большие каникулы                    | Les Grandes Vacances                | Изабель Боскье           |
| 1967 | ф | Оскар                               | Oscar                               | Жермен Барнье            |
| 1968 | ф | Жандарм женится                     | Le Gendarme se marie                | Жозефа Крюшо             |
| 1969 | ф | Замороженный                        | Hibernatus                          | Эдме де Тартас           |
| 1970 | ф | Жандарм на прогулке                 | Le Gendarme En Balade               | Жозефа Крюшо             |
| 1970 | ф | Бал графа Д'Оржеля                  | Le Bal du comte d'Orgel             |                          |
| 1971 | ф | Джо                                 | Jo                                  | Сильви Бризбар           |
| 1974 | ф | Безумная кровать                    | Le Plumard en folie                 |                          |
| 1976 | ф | Крылышко или ножка                  | L' Aile Ou La Cuisse                | Маргарита (1), секретарь |
| 1976 | ф | Посыльный из Максима                | Le Chasseur de chez Maxim's         |                          |
| 1977 | ф | Перестань называть меня крошкой     | Moi, fleur bleue                    |                          |
| 1980 | ф | Скупой                              | L' Avare                            | Фрозина, сваха           |
| 1981 | ф | Суп с капустой                      | La Soupe Aux Choux                  | мадам Амели Пуланжар     |
| 1982 | ф | Жандарм и жандарметки               | Le Gendarme Et Les Gendarmettes     | Жозефа Крюшо             |
| 1985 | ф | Бестактный человек                  | Le Gaffeur                          |                          |
| 1987 | ф | Курица и жареный картофель          | Poule et frites                     |                          |
| 2001 | ф | Распутницы                          | Absolument fabuleux                 |                          |
| 2010 | ф | Курьер                              | Coursier                            |                          |
| 2010 | ф | 22 пули: Бессмертный                | L'Immortel                          | Фонтароза                |
| 2013 | ф | За сигаретами                       | Elle s'en va                        | Анни                     |